# شهرستان آرنزاس
آرنزاس (به انگلیسی: Aransas) شهرستانی در ایالت تگزاس است. در سرشماری سال ۲۰۰۰، جمعیت این شهرستان ۲۲٬۴۹۷ نفر اعلام شد. مرکز آرنزاس شهر راکپرت است. شهرستان آرنزاس در سال ۱۸۷۱ تأسیس شد.

## جغرافیا
طبق اداره آمار آمریکا، این شهرستان مساحتی در حدود ۱٬۳۶۷ کیلومتر مربع دارد.

### شهرها
- آرنزاس پس
- راکپرت